# 南幌駅

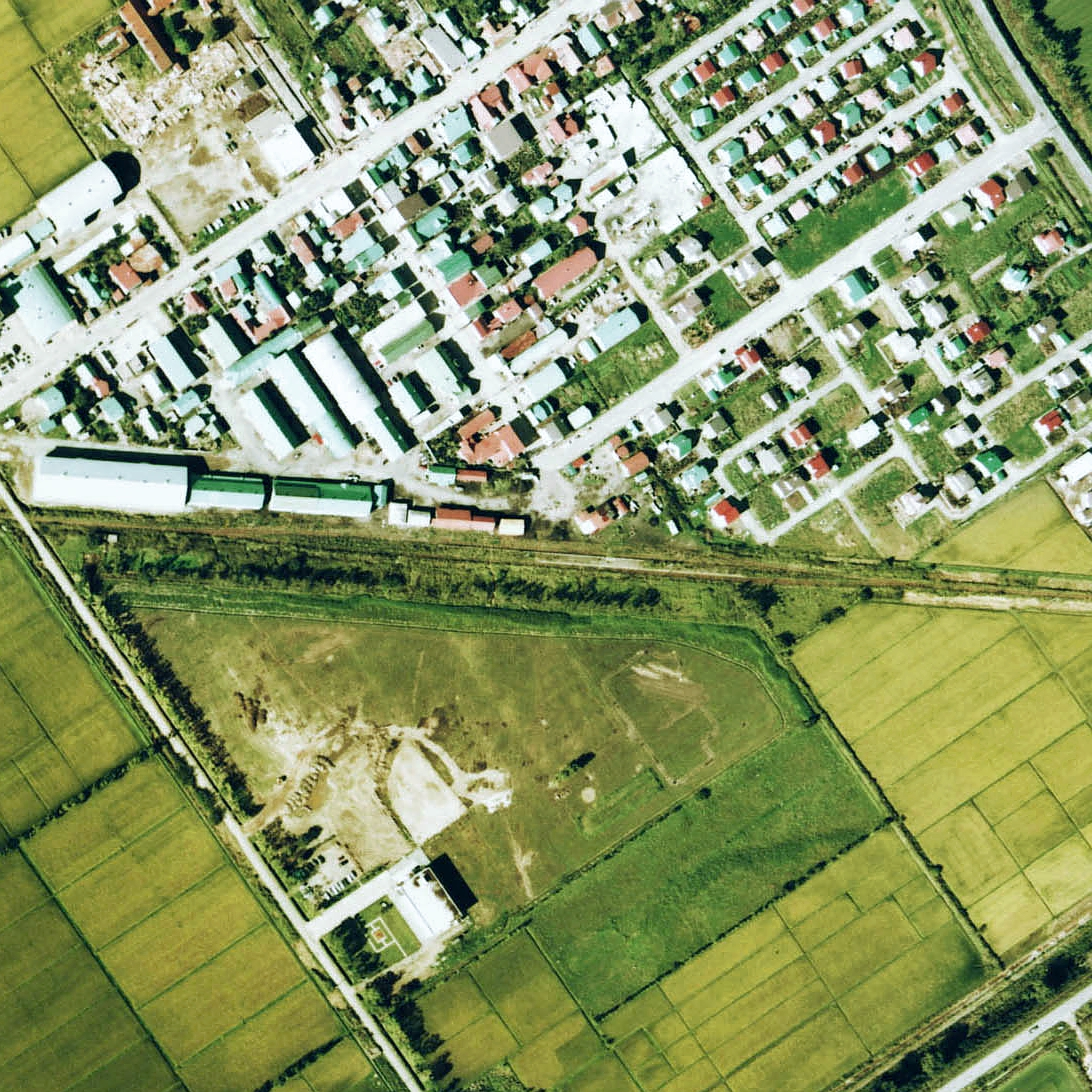
1976年の南幌駅跡と周囲500 m範囲。右が栗山方面。

南幌駅（なんぽろえき）は、北海道空知郡南幌町にあった夕張鉄道の駅（廃駅）である。夕張鉄道線の廃止に伴い1975年に廃止された。
周辺は農業地帯であり駅周辺には倉庫が並び、農産物の集散地として賑わった。

## 歴史
- 1930年（昭和5年）11月3日：南幌向駅として開業。
- 1963年（昭和38年）4月5日：南幌駅（みなみほろえき）に改称。
- 1968年（昭和43年）4月5日：「みなみほろ」を「なんぽろ」に改称。
- 1974年（昭和49年）4月1日：旅客営業休止。
- 1975年（昭和50年）4月1日：廃止。

## 駅構造
島式ホーム1面2線を有する地上駅。終日駅員が配置されていた。

## 駅周辺
農産物の集散地として市街が形成されている。鉄道廃止後は周辺に南幌ビューロー（ふるさと物産館）、南幌町保健福祉センターあいくる等が整備されている。また、駅跡を示す標柱が南幌町により設置されている。
- 南幌町役場
- 南幌郵便局（集配局）
- 空知信用金庫南幌支店
- 北海道道430号南幌向停車場線

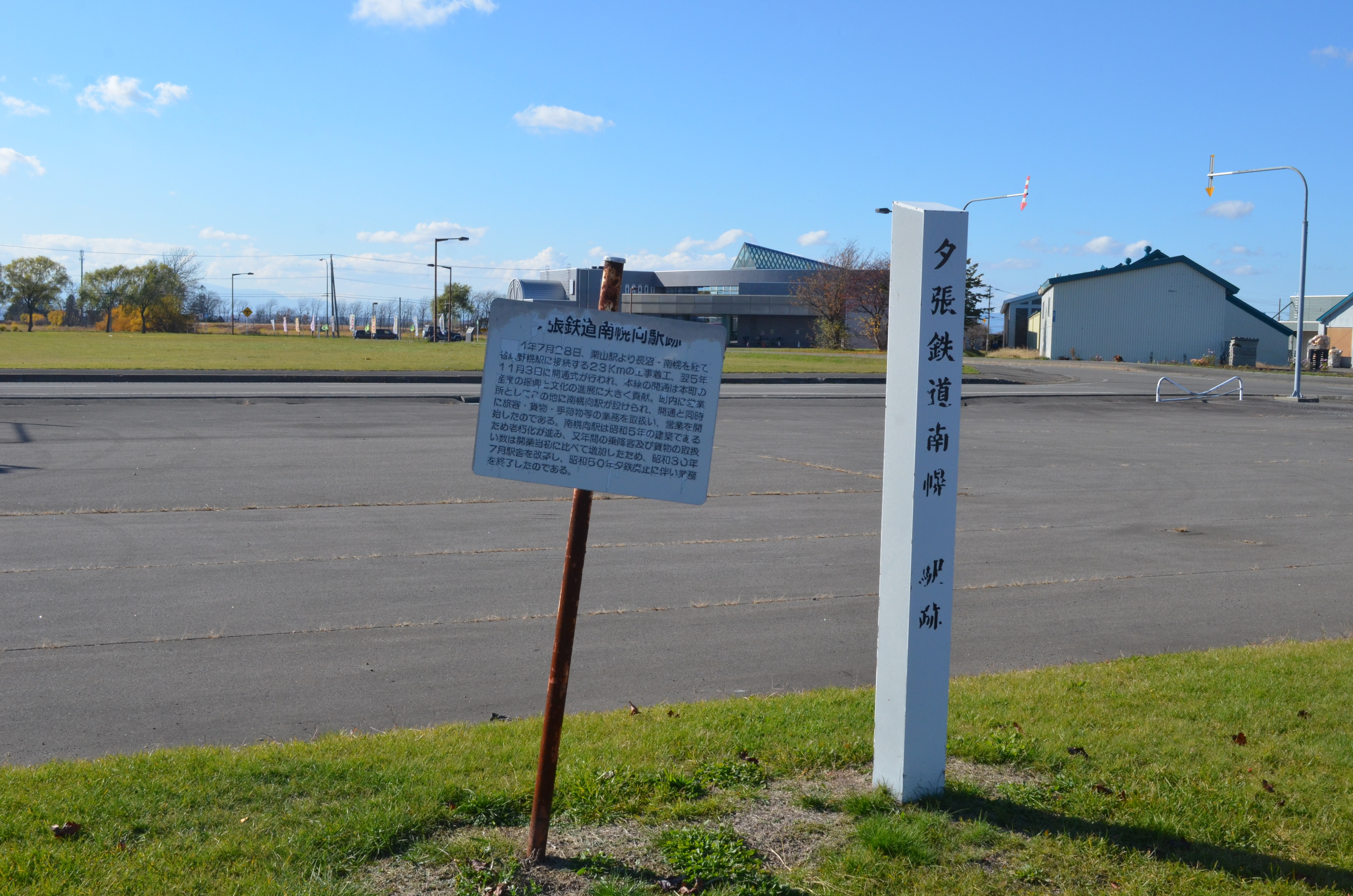
南幌駅跡（2021年11月）

## 隣の駅
夕張鉄道
夕張鉄道線
晩翠駅 - 南幌駅 - 双葉駅